# Otis (Maine)
Otis ist eine Town im Hancock County des Bundesstaates Maine in den Vereinigten Staaten. Im Jahr 2020 lebten dort 673 Einwohner in 347 Haushalten auf einer Fläche von 74,02 km².

## Geografie
Nach dem United States Census Bureau hat Otis eine Gesamtfläche von 74,02 km², von denen 64,15 km² Land sind und 9,87 km² aus Gewässern bestehen.

### Geografische Lage
Otis liegt im Nordwesten des Hancock Countys und grenzt im Norden an das Penobscot County. Auf dem Gebiet der Town befinden sich mehrere Seen. Der größte ist der Beach Hill Pond im Südosten, weitere sind der Floots Pond und der Burnt Pond im Nordwesten. Die Oberfläche ist hügelig, höchste Erhebung ist der 178 m hohe Great Brook Hill.

### Nachbargemeinden
Alle Entfernungen sind als Luftlinien zwischen den offiziellen Koordinaten der Orte aus der Volkszählung 2010 angegeben.
- Norden: Clifton, Penobscot County, 7,3 km
- Osten: Mariaville, 11,7 km
- Süden: Ellsworth, 5,8 km
- Westen: Dedham, 7,6 km

### Stadtgliederung
In Otis gibt es mit dem Village Otis nur ein Siedlungsgebiet.

### Klima
Die mittlere Durchschnittstemperatur in Otis liegt zwischen −7,22 °C (19° Fahrenheit) im Januar und 20,6 °C (69° Fahrenheit) im Juli. Damit ist der Ort gegenüber dem langjährigen Mittel der USA um etwa 6 Grad kühler. Die Schneefälle zwischen Oktober und Mai liegen mit bis zu zweieinhalb Metern mehr als doppelt so hoch wie die mittlere Schneehöhe in den USA; die tägliche Sonnenscheindauer liegt am unteren Rand des Wertespektrums der USA.

## Geschichte
Otis wurde ab dem Jahr 1805 besiedelt. Als Town wurde das Gebiet am 19. März 1835 organisiert. Der Name Otis stammte von einem der Grundeigentümer, Joseph Otis. Otis wurde die 227. Town in Maine. Zuvor wurde das Gebiet als Township T8 oder auch Township No. 8 East of Penobscot River, Livermore Survey (T8 EPR LS) bezeichnet. Zum Township T8 gehörte auch das Gebiet der heutigen Town Dedham.
In Otis gab es über die Jahre 8 Sägewerke, zur Blütezeit von Otis existierten gleichzeitig 5. In diesen Werken wurden Schindeln und Dauben produziert. Auch gab es einen Reifenmacher, der Reifen für Fässer herstellte und mehrere Geschäfte. Otis war in 2 Schulbezirke unterteilt und es gab 3 Schulen. Heute befindet sich die Beach Hill School in Otis.

### Einwohnerentwicklung
| Volkszählungsergebnisse – Town of Otis, Maine | Volkszählungsergebnisse – Town of Otis, Maine | Volkszählungsergebnisse – Town of Otis, Maine | Volkszählungsergebnisse – Town of Otis, Maine | Volkszählungsergebnisse – Town of Otis, Maine | Volkszählungsergebnisse – Town of Otis, Maine | Volkszählungsergebnisse – Town of Otis, Maine | Volkszählungsergebnisse – Town of Otis, Maine | Volkszählungsergebnisse – Town of Otis, Maine | Volkszählungsergebnisse – Town of Otis, Maine | Volkszählungsergebnisse – Town of Otis, Maine |
| Jahr                                          | 1800                                          | 1810                                          | 1820                                          | 1830                                          | 1840                                          | 1850                                          | 1860                                          | 1870                                          | 1880                                          | 1890                                          |
| --------------------------------------------- | --------------------------------------------- | --------------------------------------------- | --------------------------------------------- | --------------------------------------------- | --------------------------------------------- | --------------------------------------------- | --------------------------------------------- | --------------------------------------------- | --------------------------------------------- | --------------------------------------------- |
| Einwohner                                     |                                               |                                               |                                               | 350                                           | 88                                            | 124                                           | 210                                           | 246                                           | 304                                           | 239                                           |
| Jahr                                          | 1900                                          | 1910                                          | 1920                                          | 1930                                          | 1940                                          | 1950                                          | 1960                                          | 1970                                          | 1980                                          | 1990                                          |
| Einwohner                                     | 152                                           | 115                                           | 122                                           | 88                                            | 134                                           | 109                                           | 100                                           | 123                                           | 307                                           | 355                                           |
| Jahr                                          | 2000                                          | 2010                                          | 2020                                          | 2030                                          | 2040                                          | 2050                                          | 2060                                          | 2070                                          | 2080                                          | 2090                                          |
| Einwohner                                     | 543                                           | 672                                           | 673                                           |                                               |                                               |                                               |                                               |                                               |                                               |                                               |

## Wirtschaft und Infrastruktur

### Verkehr
Die Maine State Route 180 verläuft in nordsüdlicher Richtung durch den östlichen Teil der Town. Sie verbindet Otis im Norden mit Eddington und im Süden mit Ellsworth.

### Öffentliche Einrichtungen
Otis besitzt keine eigenen medizinischen Einrichtungen oder Krankenhäuser. Die Nächstgelegenen befinden sich in Eddington, Ellsworth und Bangor.
In Otis befindet sich die Otis Public Library. Sie ist eine Zweigstelle der Ellsworth Public Library.

### Bildung
Für die Schulbildung in Otis ist das Otis School Department zuständig. In Otis befindet sich die Beach Hill School mit Schulklassen von Pre-Kindergarten bis zum 8. Schuljahr, die auch von Schulkindern aus Mariaville besucht wird.